# Klanac Perjasički
Klanac Perjasički je naselje u Republici Hrvatskoj, u sastavu grada Slunja, Karlovačka županija. 

## Stanovništvo
Prema popisu stanovništva iz 2001. godine, naselje je imalo 13 stanovnika te 4 obiteljskih kućanstava.

Prema popisu stanovništva 2011. godine naselje je imalo 6 stanovnika.
| broj stanovnika | 142   | 178   | 163   | 197   | 213   | 198   | 166   | 199   | 151   | 147   | 96    | 67    | 53    | 50    | 13    | 6     | 5     |
|                 | 1857. | 1869. | 1880. | 1890. | 1900. | 1910. | 1921. | 1931. | 1948. | 1953. | 1961. | 1971. | 1981. | 1991. | 2001. | 2011. | 2021. |